# Tormafölde
Tormafölde község Zala vármegyében, a Lenti járásban.

## Fekvése
Tormafölde a Kerka partján, Lentitől 13 kilométerre található, a Dobri-Iklódbördőce közti 7539-es út mentén; egy önkormányzati úton elérhető a 7541-es út irányából is, Szentmargitfalva és Kiscsehi határvidéke felől.
A község az Ős-Mura völgyében, a Zalai-dombság peremén helyezkedik el, nyugaton a Kerka-patak határolja.
Az írásos emlékek előtt ezt a területet összefüggő erdők borították. Később a jobbágyok, zsellérek letelepítésével megkezdődött az erdők irtása. A Vétyempuszta közelében szinte hegyvidékre emlékeztető relifek és őshonos bükkös fogadja a természeti szépségeket kereső látogatót.

## Története
A település neve a török eredetű „torma” szóból ered, mely a középkorban gyakori személynév volt. Tormafölde nevével írásos alakban először a Zsigmond király által 1397. július 3-án a tizedek tárgyában kiadott oklevélben találkozhatunk. 1403-ban Szécsisziget tartozékaként tűnik fel. 1523-ban Ákosházay Sárkány Bernát és Felső-Lendvai Szécsy Tamás osztozott rajta. Az ő földjüket Szapolyai János elvette, s Szentgergeky Bakach Sándornak adományozta. 1591-ben Széchy Tamásnak juttatták a területet, de már 1598-ban öt kis birtokosé a falu. A török portyázók rendszeresen megjelentek a térségben, adót követeltek, harácsoltak, fosztogattak. Máskor a végvári katonák okoztak kárt. 1684-ben birtokosa gróf Széchy Péter. 1690-ben Szapáry Péternek adták el a várat az összes területtel. A korabeliek úgy tudták, hogy Tormaföldén volt plébániatemplom, Keresztelő Szent Jánosról elnevezve.
A 19. század második felében a közeli Vétyemben az erdő fájára települve rövid ideig kis üveghuta működött, termékeinek néhány darabját gondos helytörténészek megmentették. 1896-ban az egész falu leégett, a zsúpos füstöskonyhás épületeket már nem építették újjá. Csak a harangláb maradt meg sokáig mementónak a falu múlt századi életéből.
A modern közigazgatás megszervezésekor a falu a Letenyei járáshoz került. Ekkor már Vétyem a területe volt. A legnagyobb birtokosok herceg Esterházy Pál és gróf Andrássy Sándor voltak.
A budafapusztai és lovászi olaj megtalálása a község lakóinak is kedvező volt. Nagyon sokan találtak megélhetést az új munkahelyeken. Német tervek alapján, a két szénhidrogénmező között félúton, gázzal üzemelő villamos erőművet kezdtek el építeni, mellette pedig lakótelep is épült. Az erőmű elkészült falai ma is állnak. Az erőmű tervezett lakótelepe Centrálé néven tartozik a faluhoz.
A második világháború alatt súlyosabb harcok nem voltak, a falu azonban 21 embert veszített el. Az 1960-as években elindult egy lassú, de folyamatos elvándorlás, ami később felerősödött. A munkahelyek utáni költözés miatt az aktív korosztályok csökkentek, így a falu elöregedett.
A község a Lovászi székhelyű közös fenntartású körjegyzőséghez tartozik.

## Közélete

### Polgármesterei
- 1990–1994: Hajdu László (független)[3]
- 1994–1998: Hajdu László (független)[4]
- 1998–2002: Kondákor József (független)[5]
- 2002–2006: Kondákor József (független)[6]
- 2006–2010: Kondákor József (független)[7]
- 2010–2012: Kondákor József (független)[8]
- 2013–2014: Kondákor József (független)[9]
- 2014–2019: Hajdu László (független)[10]
- 2019–2024: Kondákor József (független)[11]
- 2024– : Kondákor József (független)[1]

A településen 2013. március 10-én időközi polgármester-választást (és képviselő-testületi választást) tartottak, az előző képviselő-testület önfeloszlatása miatt. A választáson az addigi polgármester is elindult, és sikerült is megerősítenie pozícióját.

## Népesség
A település népességének változása:
| Lakosok száma | 323  | 324  | 337  | 310  | 307  | 332  | 333  |
|               | 2013 | 2014 | 2015 | 2021 | 2022 | 2023 | 2024 |

A 2011-es népszámlálás idején a nemzetiségi megoszlás a következő volt: magyar 93,4%, cigány 4,18%. A lakosok 87,4%-a római katolikusnak, 0,94% reformátusnak, 6,6% felekezeten kívülinek vallotta magát (4% nem nyilatkozott).
2022-ben a lakosság 81,7%-a vallotta magát magyarnak, 3,3% németnek, 1,3% cigánynak, 0,7% lengyelnek, 0,3% szlovénnek, 0,3% ruszinnak, 2,3% egyéb, nem hazai nemzetiségűnek (14,3% nem nyilatkozott; a kettős identitások miatt a végösszeg nagyobb lehet 100%-nál). Vallásuk szerint 56% volt római katolikus, 2% református, 1,3% egyéb keresztény, 0,7% egyéb katolikus, 3,9% felekezeten kívüli (36,2% nem válaszolt).

## Nevezetességei
Akiknek a csendes meghitt erdei séták okoznak örömöt, azoknak a Vétyem-i ősbükkös árnyas gyalogútjai nyújthatnak feledhetetlen élményeket. Az ősbükkös magterületének egy része az erdészeti szakma kezdeményezésére már 1976 óta védett terület. Az erdőrezervátum területén a zalai flórajárásra jellemző dél-dunántúli bükkös erdőtársulás található. Jellemző növénye a Magyarországon védett zalai bükköny (Vicia oroboides). Az erdőrezervátum teljes területe a Magyar Állam tulajdonában és a Zalaerdő Rt. kezelésében van.
A falu határában egy nemzetközi versenyeket is rendszeresen lebonyolító motokrosszpálya üzemel.

## Ismert emberek
- Itt született 1939-ben G. (Göcsey) Katona Tibor festőművész.